# テンペル・スイフト・LINEAR彗星
テンペル・スイフト・LINEAR彗星(11P/Tempel-Swift-LINEAR)は、太陽系の周期彗星である。
エルンスト・テンペルが1869年11月27日にマルセイユで発見した。その後、1880年10月11日にウォーナー天文台のルイス・スウィフトが再び発見して、同一の彗星だと信じられた。
1908年以降、この彗星は失われたと考えられていたが、2001年12月7日、リンカーン地球近傍小惑星探査(LINEAR)で9月10日から10月17日に撮影された画像より再発見され、同じ彗星であることが確認された。2008年の回帰では観測に不向きな状況であったため観測されなかったが、2014年と2020年の回帰では観測された。

## 近日点通過
前回以前の近日点通過は以下の通りである。
- 1869年11月19日
- 1875年5月15日 (観測されず)
- 1880年11月8日
- 1886年5月11日 (観測されず)
- 1891年11月17日
- 1897年6月6日 (観測されず)
- 1903年1月27日 (観測されず)
- 1908年10月5日
- 1914年7月22日 (観測されず)
- 1920年5月24日 (観測されず)
- 1926年4月28日 (観測されず)
- 1932年4月12日 (観測されず)
- 1938年5月19日 (観測されず)
- 1944年7月30日 (観測されず)
- 1950年11月13日 (観測されず)
- 1957年3月24日 (観測されず)
- 1963年8月7日 (観測されず)
- 1970年1月2日 (観測されず)
- 1976年5月29日 (観測されず)
- 1982年10月25日 (観測されず)
- 1989年3月23日 (観測されず)
- 1995年8月12日 (観測されず)
- 2001年12月30日
- 2008年5月4日 (観測されず)
- 2014年8月26日
- 2020年11月26日

また、次回以降の近日点通過は以下の通りである。
- 2026年11月10日
- 2032年10月13日
- 2038年6月1日
- 2044年1月6日
- 2049年7月24日
- 2055年2月2日
- 2060年8月8日
- 2066年2月8日
- 2071年8月11日
- 2077年2月9日
- 2082年8月12日
- 2088年2月18日
- 2093年9月1日
- 2099年3月26日
- 2104年11月20日